# Međunarodni festival umjetničke tamburaške glazbe
Međunarodni festival umjetničke tamburaške glazbe je godišnji višednevni glazbeni festival posvećen tamburaškoj glazbi koji se održava u Osijeku i Našicama od 1961. godine.
Osim tamburaških orkestara i ansambala iz Hrvatske, na Festivalu nastupaju i sastavi iz Slovenije, Bosne i Hercegovine i Vojvodine.
Na Festivalu su praizvedene brojne tamburaške skladbe.

## Izdanja
(nepotpun popis)
| izdanje | nadnevak                      | ansambli | glazbenici |
| ------- | ----------------------------- | -------- | ---------- |
| 46.     | 31. ožujka – 2. travnja 2023. | 18       | 400        |
| 47.     | 23. – 26. svibnja 2024.       | 23       | 550        |
| 48.     | 22. – 24. svibnja 2025.       | 12       | 300        |